# Amalia de Llano
Amalia de Llano y Dotres (Barcelona, 29 de abril de 1822-Madrid, 6 de julio de 1874), fue una destacada figura de la vida cultural del Madrid del siglo XIX. Fue además, por matrimonio, condesa de Vilches y vizcondesa de La Cervanta.

## Biografía

### Infancia
Hija de Ramón de Llano y Chávarri y de Pilar Dotres y Gibert, Amalia nació en 1822, en Barcelona, en el seno de una familia adinerada de la burguesía comercial. Tras la muerte de su padre, su madre contrajo matrimonio en segundas nupcias con Francisco Falcó y Valcárcel, IX marqués de Almonacid de los Oteros. Este enlace supuso para la familia la apertura a la vida en los círculos aristocráticos.

### Matrimonio y descendencia
Amalia contrajo matrimonio el 12 de octubre de 1839 con Gonzalo de Vilches y Parga (1808-1879).
La pareja tuvo dos hijos:
- Gonzalo de Vilches y Llano (Madrid, 13 de junio de 1842-Madrid, 2 de febrero de 1918), II conde de Vilches, II vizconde de La Cervanta, casado en 1879 con María San Juan y Mendinueta (¿?-1927), condesa de Goyeneche y  de la Cimera. Gonzalo fue Caballero del Real Cuerpo Colegiado de la Nobleza de Madrid, caballero de la Real Maestranza de Caballería de Granada y de la Real Maestranza de Caballería de Zaragoza, comendador de número de la Orden de Carlos III, caballero gran cruz de la Orden de Isabel la Católica, Mayordomo de Semana del Rey, Vicepresidente del Senado y Senador vitalicio. La pareja no tuvo descendencia.
- Pilar de Vilches y Llano, casada con Santiago Lilburg y Goldridg. Tuvieron un hijo, Gonzalo Lilburg y Vilches, fallecido a los dos años de edad.

El 8 de diciembre de 1848, la Reina Isabel II ennobleció a su marido Gonzalo, elevándole a la dignidad de conde de Vilches, previo ennoblecimiento con el título de vizconde de La Cervanta, nomenclatura que hacía referencia a sus propiedades y residencias  en los campos de La Villa de don Fadrique, en la Mancha toledana Castilla-La Mancha.

### Vida social y literaria
La condesa de Vilches participó y organizó obras de teatro, así como encuentros literarios muy frecuentados por figuras intelectuales y artistas de su época. Gran aficionada a la literatura, probó suerte como escritora. Consiguió publicar dos novelas: Ledia y Berta; esta última vio la luz el año de la muerte de su autora. De su círculo de amistades formaba parte el pintor Federico Madrazo, quien la retrató en 1854. La condesa pagó por el cuadro 4.000 reales, la mitad de lo que el artista solía cobrar.
La condesa de Vilches apoyó incondicionalmente a Isabel II y era muy favorable a la Restauración borbónica.

### Fallecimiento y entierro
La muerte de Amalia, ocurrida el 6 de julio de 1874 en Madrid, fue muy sentida por la sociedad madrileña, tal y como lo trasparentan los artículos que se le dedicaron en periódicos de la época. Fue enterrada en el Cementerio de San Isidro de Madrid, en el panteón familiar de los marqueses de Almonacid de los Oteros, levantado a finales de1869 por el arquitecto Wenceslao Gaviña. Junto a ella descansan los restos mortales de su madre, de su padrastro y de su nieto Gonzalo entre otros. Su marido, el conde de Vilches, murió en 1879, y fue enterrado en el mismo cementerio, aunque en una sección diferente, hoy a punto de ser demolida.
- Datos: Q4739407
- Multimedia: Amalia de Llano y Dotres / Q4739407